# Daijō hōō
Daijō hōō (太上法皇?, Imperatore di clausura, pronunciato anche Dajō hōō), spesso abbreviato in Hōō?, (法皇, Imperatore del Dharma), era un antico titolo dato a un imperatore giapponese che aveva abdicato ed era entrato nella comunità monastica buddista ricevendo il rito Pravrajya.
In termini di status legale, non c'è differenza di rango tra un Daijō Tennō (imperatore abdicato), che è laico, e un Imperatore di clausura, che è buddista, e molti Daijō hōō agirono come Daijō Tennō mantenendo quindi il potere effettivo. Sebbene si creda generalmente che questo titolo fu assunto per la prima volta dall'imperatore Uda durante il periodo Heian, nel Shoku Nihongi (続日本紀?, il secondo dei sei testi classici di storia giapponese) si dice che l'imperatore Shōmu si unì alla cerimonia per consacrare il Grande Buddha al Tempio Tōdai-ji sotto il titolo di Hōō dopo la sua abdicazione al trono. Successivamente fu utilizzato da molti altri imperatori che "presero la tonsura", a significare la decisione di diventare un monaco buddista. Durante il periodo Heian, l'imperatore di clausura Shirakawa, l'imperatore di clausura Toba, l'imperatore di clausura Go-Shirakawa e così via, governarono come imperatori di clausura. L'ultimo imperatore di clausura fu l'imperatore Reigen (1663-1687) nel periodo Edo.
Tra gli imperatori che adottarono il governo di clausura c'erano:
- Imperatore Shōmu	(Daijō Hōō dal 749 al 756)
- Imperatore Uda (Daijō Hōō dal 900 al 931)
- Imperatore Shirakawa (Daijō Hōō dal 1087 al 1129)
- Imperatore Toba (Daijō Hōō dal 1129 al 1156)
- Imperatore Go-Shirakawa (Daijō Hōō dal 1158 al 1192)
- Imperatore Go-Toba (Daijō Hōō dal 1198 al 1221)
- Imperatore Go-Horikawa (Daijō Hōō dal 1232 al 1234)
- Imperatore Go-Saga (Daijō Hōō dal 1246 al 1272)

L'imperatore Go-Hanazono abdicò nel 1464 (quinto  anno dell'era Kanshō) ma subito dopo scoppiò la Guerra Ōnin (応仁の乱?, Ōnin no Ran) e non ci fu ulteriore abdicazione fino al 1586 (quinto anno dell'era Tenshō), quando l'imperatore Ōgimachi passò le redini del governo a suo nipote, l'imperatore Go-Yōzei. Lo stato di disordine nel paese è all'origine della fine di questa pratica così come il fatto che non ci fosse più un partito o il denaro per sostenere un ex imperatore e il suo potere.